# Oteapan
Oteapan är en ort i Mexiko.   Den ligger i kommunen Oteapan och delstaten Veracruz, i den sydöstra delen av landet, 500 km öster om huvudstaden Mexico City. Oteapan ligger 51 meter över havet och antalet invånare är 12 378.
Terrängen runt Oteapan är huvudsakligen platt. Oteapan ligger uppe på en höjd. Runt Oteapan är det tätbefolkat, med 591 invånare per kvadratkilometer. Närmaste större samhälle är Minatitlán, 12,0 km öster om Oteapan. Omgivningarna runt Oteapan är en mosaik av jordbruksmark och naturlig växtlighet.